# Eisa Zarepour
Eisa Zarepour (Eslamabad-e Gharb, 1980) è un politico iraniano, ministro delle tecnologie dell'informazione e della comunicazione dell'Iran nel governo Raisi.
È stato sanzionato dal Dipartimento del tesoro degli Stati Uniti d'America per aver tentato di bloccare l'accesso internet nel paese durante le Proteste per la morte di Mahsa Amini.
Anche Regno Unito e Unione europea hanno assunto decisioni simili verso Zarepour.